# Ytterhogdals församling
Ytterhogdal församling var en församling i Härnösands stift, Härjedalens kommun. Församlingen uppgick 2006 i Ytterhogdal, Överhogdal och Ängersjö församling.

## Administrativ historik
Församlingen bildades på medeltiden genom en utbrytning ur Färila församling som Hogdals församling, vilken redan efter 1500-talet fick nuvarande namn. Enligt beslut den 13 november 1863 överfördes Ytterhogdals församling tillsammans med Ängersjö kapellag och Överhogdals församling från Uppsala stift till Härnösands stift.
Församlingen var till 1 mars 1562 annexförsamling i pastoratet Ljusdal och Ytterhogdal, därefter till 1 oktober 1818 moderförsamling i pastoratet Ytterhogdal och Haverö där även Överhogdals församling ingick till 1570 och från 1 maj 1814 till 1818. Från 1818 till 1925 moderförsamling i pastoratet Ytterhogdal och Överhogdal. 1925 utbröts Ängersjö församling och församlingen var därefter till 2006 moderförsamling i pastoratet Ytterhogdal, Överhogdal och Ängersjö. Församlingen uppgick 2006 i Ytterhogdal, Överhogdal och Ängersjö församling.
Församlingskod var 236109.

## Kyrkoherdar
| 1562–1569 | Anders Ericsson          | –1569     |                                            |
| 1569–1588 | Olas Olai (Helsingus)    | 1541–1603 | Senare kyrkoherde i Sigtuna församling.    |
| 1588–1595 | Petrus Jonae             | –1595     |                                            |
| 1597–1602 | Jonas Petri Keyser       | –1614     | Senare kyrkoherde i Färila församling.     |
| 1604–1638 | Petrus Andreae           | –1638     |                                            |
| 1638–1642 | Ericus Andreae           | –1642     |                                            |
| 1644–1655 | Ericus Erici Gestrinius  | –1657     | Senare kyrkoherde i Enångers församling.   |
| 1655–1668 | Ericus Erici Balk        | 1608–1668 |                                            |
| 1669–1681 | Andreas Olai Arbroensis  | –1681     |                                            |
| 1682–1703 | Simon Pauli Luth         | –1703     |                                            |
| 1705–1711 | Ericus Hiort             | –1711     |                                            |
| 1714–1729 | Johannes Waldenius       | 1668–1729 |                                            |
| 1731–1743 | Johan Hjort              | 1689–1743 |                                            |
| 1746–1757 | Jonas Walster            | 1710–1757 |                                            |
| 1760–1771 | Olof Nordin              | 1709–1771 |                                            |
| 1773–1790 | Olof Waldenius           | 1723–1790 |                                            |
| 1793–1803 | Erik Tjerneld            | 1748–1833 | Senare kyrkoherde i Harmångers församling. |
| 1803–1818 | Johan Nordengren         | 1762–1820 | Senare kyrkoherde i Arbrå församling.      |
| 1825–1830 | Johan Reinhold Jennische | 1789–1856 | Senare kyrkoherde i Tuna församling.       |
| 1830–1839 | Axel Eric Rönqvist       | 1795–1866 | Senare kyrkoherde i Mo församling.         |
| 1839–1850 | Per Gustaf Landgren      | 1802–1861 | Senare kyrkoherde i Lagga församling.      |
| 1850–1885 | Johan Titze              | 1811–1885 |                                            |
| 1886–1898 | Per Olof Källström       |           | Senare kyrkoherde i Burträsks församling.  |
| 1898–     | Nils Johan Kihlgren      | 1853–     |                                            |

## Kyrkor
- Ytterhogdals kyrka